# Fish (personaggio)
Fish o Aphrodite dei Pesci (魚座のアフロディーテ?, Pisukesu no Afurodīte) è uno dei personaggi dei manga e degli anime dell'universo fantastico de I Cavalieri dello zodiaco (Saint Seiya in originale), nato dal mangaka Masami Kurumada. Oltre al manga classico di Kurumada e ai suoi adattamenti (l'anime degli anni ottanta e la trilogia OAV su Hades), egli compare anche in altre opere, come due film d'animazione, altri manga (come Episode G, Next Dimension, Saintia Sho, Saint Seiya Final Edition Episode 0, Time Odyssey), un film CGI e la serie ONA Saint Seiya: Soul of Gold.
È il cavaliere d'oro appartenente alla costellazione dei Pesci del XX secolo, noto per la sua incredibile bellezza e per i suoi temibili attacchi speciali, per lo più collegati alle rose di cui è armato.
Nell'edizione italiana del manga nell'adattamento Dynamic dei film il personaggio viene chiamato Aphrodite dei Pesci, traduzione fedele del nome originale. Nel doppiaggio italiano della Mediaset invece ci si riferisce a lui con il termine inglese per indicare i pesci, ovvero Fish (bisogna tuttavia precisare che in realtà il nome inglese della costellazione dei Pesci è Pisces, termine derivato dal latino).

## Creazione e concezione
Utilizzando il metodo Osamu Tezuka, Masami Kurumada modellò il personaggio di Aphrodite basandosi su un'altra sua creazione, Napoleon Baroa di Ring ni kakero. Entrambi presentano fascino androgino, neo sulla guancia e capelli biondi. Il nome originale del personaggio, ovvero Aphrodite, è quello dell'omonima Dea della bellezza greca, e il collegamento con la costellazione del Gold Saint potrebbe derivare dal mito secondo il quale la costellazione dei Pesci rappresenterebbe la Dea Afrodite e suo figlio Eros che, per fuggire da Tifone, si gettarono nell'Eufrate divenendo i pesci che nel cielo sono legati per la coda con un nastro; esistono altre versioni di questo mito ma tutte le versioni ricollegano Afrodite ai pesci, che divennero animali sacri alla dea, la quale è solitamente raffigurata con delle rose come suo attributo iconografico.

## Biografia

### Serie classica
Aphrodite è il Gold Saint dei Pesci, responsabile della morte di Dedalus di Cefeo, Silver Saint e maestro di Shun di Andromeda. Nonostante sia uno dei due Gold Saints al corrente della malvagità del Grande Sacerdote (l'altro è Death Mask del Cancro ), Aphrodite giura ugualmente fedeltà a quest'ultimo e, tredici anni dopo la morte di Aiolos del Sagittario, fa ritorno al Grande Tempio allo scopo di presiedere la dodicesima casa ed ostacolare i Bronze Saints al servizio di Saori Kido, reincarnazione di Atena.
In quest'occasione, Aphrodite è l'ultimo Gold Saint ad ostacolare il cammino di Seiya e Shun verso le stanze del Grande Sacerdote. Shun riconosce in Aphrodite l'assassinio del suo maestro e chiede a Seiya di proseguire per lasciarlo combattere da solo. Rispettandone la volontà, Seiya riesce ad allontanarsi dalla dodicesima casa, salvo poi svenire sul tappeto di rose mortali che adornano la scalinata fra la dodicesima casa e le stanze del Sacerdote. Con Seiya fuori dai giochi, Aphrodite può dedicarsi solo ed esclusivamente a Shun che, sebbene in difficoltà per buona parte dello scontro, riesce a dare filo da torcere al guardiano della dodicesima casa. Deciso a concludere il duello, Aphrodite si vede costretto ad utilizzare la sua tecnica più potente, la Bloody Rose, riuscendo a colpire il cuore di Shun. In tutta risposta, il Bronze Saint scatena il Nebula Storm, travolgendo totalmente Aphrodite che cade al suolo in fin di vita.
Tempo dopo scoppia una nuova guerra sacra tra Atena e Ade e quest'ultimo riporta in vita Aphrodite, Shion dell'Ariete, Saga dei Gemelli, Camus dell'Acquario,Shura del capricorno, Death Mask del Cancro, arruolandoli nel suo esercito di Spectre con la missione di uccidere la Dea. Nonostante inizialmente sembrino passati dalla parte di Ade, Aphrodite e gli altri Gold Saints fingono solamente di obbedire al Dio dell'Oltretomba, in quanto il loro vero obbiettivo è quello di ottenere il sacrificio di Atena e ridestare il God Cloth della Dea. Insieme a Death Mask, Aphrodite prova a sconfiggere alla prima casa Mu dell'Ariete, ma quest'ultimo sconfigge i due nemici con il suo colpo segreto, la Starlight Extinction. Dopo essere stato scaraventato nell'Oltretomba da Rhadamante della Viverna, uno dei tre Giganti degli Inferi,  Aphrodite ricompare alla Giudecca, insieme a tutti gli altri Gold Saints, sacrificandosi per distruggere l'immenso Muro del Pianto e permettere a Shun e agli altri Bronze Saints di raggiungere Atena nell'Elisio.

#### Adattamento animato
Nell'adattamento anime realizzato negli anni ottanta la storia di Aphrodite è essenzialmente la stessa del manga, con la differenza che lui ha ucciso il maestro di Shun (che nella versione televisiva si chiama Albione, mentre nel manga Dedalus) andando in aiuto di Milo dello Scorpione.

### Episode G

Aphrodite (dietro Aiolia) sulla copertina di un volume del manga Episode G.

In Episode G, ambientato tempo dopo il tradimento di Aiolos del Sagittario e poco prima dell'inizio della storia narrata nella serie classica, Aphrodite fa ritorno al Grande Tempio e viene messo al corrente della minaccia di Crono e dalla sua armata di Titani. Inizialmente, Aphrodite non viene coinvolto direttamente nel conflitto, limitandosi a proteggere la dodicesima casa. Solo in seguito riceve l'ordine dal Sacerdote di stendere un tappeto di rose mortifere in modo da fermare l'esercito nemico. Successivamente, si reca nel Tartaro, dove prima guarisce Aiola del Leone ed infine affronta e sconfigge il gigante guerriero Ferro Cremisi.

### Next Dimension
In Next Dimension, che alterna gli avvenimenti del passato (la guerra del XVIII secolo contro Ade) con quelli del presente (cioè nel XX secolo, dopo la sconfitta del Dio nell'Oltretomba al termine della serie classica), Aphrodite, insieme agli altri Gold Saints della sua epoca, compare sotto forma di spirito per aiutare Atena e Shijima della Vergine ad uscire da una distorsione spazio-temporale.

### Saintia Sho
In Saintia Sho - Le Sacre Guerriere di Atena, che funge da spin-off del manga di Kurumada, Aphrodite compare per la prima volta nel periodo successivo alla Galaxian War della serie classica, rapendo Saori Kido, reincarnazione di Atena, per condurla al cospetto del Grande Sacerdote. Successivamente è lo stesso Aphrodite a ricondurre Saori alla sua villa ed in questa occasione il Gold Saint dimostra di conoscere la vera identità della ragazza. Tuttavia ammette di non essere disposto a seguirla, ritenendola inadeguata a proteggere la Terra.

### Soul of Gold
Nella serie ONA Soul of Gold, dopo aver distrutto il Muro del Pianto, tutti i Gold Saints vengono misteriosamente riportati in vita come Einherjar nei territori di Ásgarðr con l'obbiettivo di ostacolare il nuovo celebrante di Odino, Adreas Riise, e i suoi God Warrior (o Cavalieri di Asgard). Inizialmente restio a combattere, Aphrodite decide di intervenire per contrastare Fafnir di Nidhogg, un crudele God Warrior che conduce esperimenti con esseri umani. Il Gold Saint conficca una serie di rose rosse nel corpo di Fafner, usandole per mettersi in contatto con il suo sistema nervoso e apprendere come spezzare la barriera che assorbe i cosmi dei cavalieri d'oro e li trasferisce ad Yggdrasil. Comunicata l'informazione a Mu, libera Fafner per finirlo, ma viene sorpreso dall'arrivo di Andreas, che lo sconfigge e cattura usando le radici di Yggdrasil.
Nel prosieguo della serie si scopre che è stato Odino a riportare in vita i Gold Saints ad Asgard allo scopo di fermare Andreas Riise che, controllato da Loki, intende utilizzare Yggdrasil per far rinascere la lancia Gungnir, un'arma divina dal potere sconfinato. Aphrodite, che era stato catturato dalle radici di Yggdrasil, riesce a fuggire e, con i suoi poteri, riesce persino a salvare i suoi parigrado. Tutti i Gold Saints, dunque, riappaiono nella battaglia per soccorrere Aiolia del Leone e Aiolos del Sagittario. Grazie a dei petali intrisi del sangue di Atena ed inviati proprio dalla Dea dall'Elisio, i dodici risvegliano i loro rispettivi God Cloths definitivi, sconfiggono Loki e salvano Asgard. Prima di lasciare ancora una volta il mondo dei vivi, i Gold Saints vengono contattati da Poseidone che, risvegliato dal cosmo dei dodici, si offre di usare la propria forza divina per inviare i Gold Cloths in aiuto dei cinque Bronze Saints, impegnati a combattere Ade nell'Elisio.

### Saint Seiya Final Edition Episode 0
In questo capitolo che si svolge parallelamente alla fuga di Aiolos di Sagitter con la piccola Atena. Aphrodite, che è uno dei Gold Saints più maturi, rimane al Santuario insieme a Death Mask del Cancro e Shura del Capricorno. Dopo che Aiolos riesce a salvare Atena dalle grinfie di Saga, che ha usurpato di nascosto la carica di Grande Sacerdote, Aphrodite viene incaricato da quest'ultimo di ostacolare il Gold Saint del Sagittario. Nonostante i suoi sforzi, Aiolos riesce a sconfiggere Aphrodite, per poi superare la dodicesima casa. In seguito, quando il Gold Saint del Sagittario è intento ad attraversare un ponte di legno con la piccola Atena tra le braccia, Aphrodite assiste alla loro morte apparente causata dalla spada Excalibur di Shura. In questo capitolo si nota che Aphrodite è un individuo che segue gli ordini senza porsi domande, ubbidisce agli ordini del Gran Sacerdote automaticamente, senza dubbi o perplessità.

### Saint Seiya Time Odyssey
Aphrodite appare brevemente anche in Saint Seiya Time Odyssey. In questo manga si viene a conoscenza che Cardinale dei Pesci(Gold Saint del diciottesimo secolo in Saint Seiya Next Dimension) è un antenato di Aphrodite. Quindi Cardinale e Aphrodite appartengono alla stessa famiglia. 

## Personaggio

### Aspetto e personalità
Aphrodite viene presentato come il più bello fra i suoi parigrado: è caratterizzato infatti da un volto androgino con un neo all'altezza della guancia sotto l'occhio sinistro, e lunghi capelli biondi e occhi azzurri. Data l'eccessiva preponderanza di toni giallo oro nel design dell'autore Kurumada, nell'anime il personaggio ha subito un cambio di tinta, per avere un contrasto maggiore, venendo raffigurato con i capelli di colore azzurro. Questa colorazione è stata mantenuta anche nelle successive opere derivate dal manga di Kurumada, come gli OAV della serie Hades, gli ONA Soul of Gold e nei manga Episode G e Next Dimension. In Soul of Gold, quando non è provvisto del Gold Cloth, indossa pantaloni bianchi, camicia rosa e fiocco nero intorno al collo.
Nel manga, alla sua prima apparizione, Aphrodite segue una visione che identifica la forza con la giustizia, tant'è che lui è uno dei tre Gold Saints che appoggia il comportamento  del Sacerdote, pur sapendo che in passato aveva tentato di uccidere Atena ma ritenendolo adatto a governare il Santuario data la sua straordinaria forza. Pur essendo il più bello tra gli 88 Saint di Atena, nel manga, alla sua prima apparizione, Aphrodite non fa alcun riferimento alla bellezza per l'intero duello, né mostra una natura narcisista. Una caratterizzazione da esteta, invece, gli viene data in Episode G. Tuttavia, nonostante le sue attitudini non siano esemplari, il suo proposito di mantenere la pace sulla Terra è uguale a quella di tutti gli altri Saint.
Le ragioni del pentimento di Aphrodite e Death Mask e del loro cambio di fronte tra la battaglia alle Dodici Case e quella contro Ade non sono chiare. Riguardo alla "conversione" dei due personaggi, Kurumada, in una rubrica pubblicata sulla rivista Home Sha nel 2001, rispose che malgrado tutto «i due sono brave persone», ma poiché hanno «un orgoglio che è il doppio rispetto a quello di una persona normale» si sentivano umiliati dall'essere stati sconfitti da dei Bronze Saints.
Il carattere di Aphrodite nell'adattamento italiano dell'anime differisce dall'originale; ciò è dovuto anche al fatto che il copione originale su cui lavoravano i dialoghisti italiani era molto lacunoso. Nell'adattamento italiano, infatti, appare come un personaggio più positivo e ignaro della malvagità del Sacerdote; infatti, quando Shun gli svela la verità, il Gold Saint non può che deriderlo, credendo di sentire un'assurdità. È dunque, a suo modo, fedele ad Atena e al Grande Sacerdote che la rappresenta, tanto da rimanere ligio al suo compito di custode della dodicesima casa anche a costo della vita.

### Cloth
Come tutti i Cavalieri di Atena anche Aphrodite indossa un Cloth (o Sacra Armatura), più precisamente il Gold Cloth (o Armatura d'oro) dei Pesci. Questa armatura rappresenta i pesci della costellazione omonima, raffigurati però come un singolo animale invece di due. Il Cloth dei Pesci esiste anche come Surplice, ovvero le armature degli Spectre di Ade, con una tinta viola e grigia e forme leggermente modificate. Una versione in parte ridisegnata del Gold Cloth dei Pesci compare nel film remake La leggenda del Grande Tempio, dove mostra forme estetiche vagamente basate sulla serie classica, ma più affusolate e prive della maggior parte di pinne e scaglie.
Nel film La leggenda dei guerrieri scarlatti, Aphrodite non indossa il suo Gold Cloth originale, bensì una copia meno resistente donatagli da Apollo.
In Saint Seiya: Soul of Gold, il Gold Cloth di Aphrodite, che è stato bagnato dalle lacrime di Atena dopo la battaglia alle Dodici Case e, successivamente, dal sangue della Dea tramite dei petali inviati da quest'ultima dall'Elisio, riesce ad evolversi in God Cloth (o Armatura divina); esso copre quasi totalmente la superficie del corpo di Aphrodite ed è dotato di ali.

### Tecniche e abilità
In qualità di Gold Saint, e quindi facente parte dell'élite dell'esercito della Dea Atena, Aphrodite possiede il Settimo senso, abilità che gli permette di muoversi e di lanciare attacchi alla velocità della luce, cioè 300.000 chilometri al secondo. Aphrodite possiede varie tecniche speciali, per lo più collegate alle rose di cui è armato. Queste sono divise in tre tipi: rosa rossa, rosa nera e rosa bianca, e possono essere sia reali che create dal suo cosmo. Dimostra, inoltre di avere un certo grado di controllo sugli altri elementi delle rose. Può infatti usarne il polline per nascondersi o di riflettere e moltiplicare la sua immagine, generando delle illusioni (come si può vedere nel film La leggenda dei guerrieri scarlatti), ed infine, in Episode G, si dimostra in grado di creare degli enormi fusti spinosi per attaccare o difendersi dai nemici.
 Di seguito vengono riportare le tecniche usate dal personaggio nel corso dei vari manga e anime:
- Royal Demon Rose (ロイヤル デモン ローズ?, Roiyaru Demon Rōzu): è la rosa rossa, che priva della vita senza alcuna sofferenza. Aphrodite le lancia contro il suo avversario, in modo da ucciderlo lentamente grazie al micidiale veleno dei fiori.[7] Nella serie ONA Soul of Gold, Aphrodite dimostra di poter usare le rose rosse per connettersi al sistema nervoso del nemico ed estrapolare a quest'ultimo delle informazioni.[23] Nel doppiaggio italiano questa tecnica è stata chiamata Rosa di Sublime Bellezza, mentre nel manga di Granata Press viene tradotta Rosa Diabolica Regale.[6]
- Piranhan Rose (ピラニアン ローズ?, Piranian Rōzu): è la rosa nera, che uccide fra indicibili sofferenze. Normalmente, Aphrodite la lancia contro la vittima, lasciando che il potere del fiore distrugga l'armatura e lo uccida. A differenza della rosa rossa, la rosa nera non contiene veleno e può essere usata come difesa, visto che è abbastanza forte da fermare attacchi di media intensità.[7] Nel doppiaggio italiano questa tecnica è stata tradotta Rosa di Fatale Incanto.[6]
- Bloody Rose (ブラッディ ローズ?, Buraddi Rōzu): è la rosa bianca, che si dice essere la rosa originaria da cui derivano la rossa e la nera. La particolarità di questa rosa è che, una volta lanciata, si dirige automaticamente verso il petto del nemico, conficcandosi nel cuore ed assorbendone il sangue. Nel giro di pochi minuti, la rosa da bianca diventa quindi rossa, lasciando senza vita il nemico.[7] Nel doppiaggio italiano questa tecnica è stata tradotta Rosa Bianca.[6]
- Dagger Rose (ダガー ローズ?, Dagaa Rōzu): è la rosa viola, utilizzata da Aphrodite solo in Episode 0 per contrastare Aiolos di Sagitter. Aphrodite la lancia in massa contro il nemico, conficcandogliela nelle carni come se le rose fossero tanti pugnali. Questa tecnica è apparsa per la prima volta nel manga Saint Seiya Next Dimension.[26]

## Apparizioni in altri media
Oltre ai manga e agli anime, Aphrodite compare in tre film. In La leggenda dei guerrieri scarlatti (1988), ambientato dopo le battaglie alle dodici case, viene resuscitato insieme a Camus dell'Acquario, Saga dei Gemelli, Death Mask del Cancro e Shura del Capricorno dal Dio Apollo, che lo integra nella sua guardia personale. Rimane fedele ad Apollo anche dopo l'apparente morte di Atena e, successivamente, affronta Shun per vendicare la precedente sconfitta. In aiuto di Shun arriva Ikki che, salvato il fratello, riesce a sconfiggere Aphrodite che, per ironia della sorte, muore dissanguato a causa della sua rosa bianca.Questa pellicola non è in continuità con la serie classica.

Fa anche una breve apparizione in Le porte del paradiso (2005), ambientato dopo le battaglie contro Ade, dove viene punito per le sue azioni contro gli Dei e imprigionato, insieme agli altri Gold Saints (ad'eccezione di Aiolos), in una specie di scogliera d'ambra sulla Terra in stato di totale incoscienza. Inizialmente, questo film avrebbe dovuto essere l'inizio del seguito ufficiale della serie classica, con il benestare di Masami Kurumada, che aveva scritto un breve capitolo di prologo. Tuttavia, a seguito dello scarso successo del film al cinema, Le porte del paradiso venne successivamente disconosciuto dal mangaka, alludendo anche al fatto che molti elementi da lui proposti per la trama non furono usati dal regista Yamaguhi.

Nel film in CGI I Cavalieri dello zodiaco: La leggenda del Grande Tempio (2014), che ri-narra la battaglia alle Dodici Case, con modifiche alla trama e al design dei personaggi, le vicende di Aphrodite sono diverse, in quanto non combatte contro Shun e viene ucciso velocemente da Saga prima della battaglia finale.

## Errori sul personaggio presenti in Saintia Sho e in Episodio G
- In Saintia Sho il personaggio appare brevemente, è in una sequenza utilizza le Demon Rose per addormentare per qualche minuto le Saintie. Nel manga e anime originale di Saint Seiya, viene detto che le Demon Rose hanno un veleno letale che uccide lentamente. Quindi non si capisce da dove spunti fuori l'idea, in Saintia Sho, che le Demon rose servano solo per addormentare.[35]
- In Saintia Sho, Aphrodite incontra brevemente Saori prima delle 12 case. Ma nel manga e anime originale, Aphrodite non parla mai di conoscere alcunché di Athena, anzi in un dialogo dice che lui ubbisce agl'ordini del Sacerdote che parla per conto di Athena.[36]
- In Episodio G Assassin, Aphrodite si traveste da donna e mostra atteggiamenti effeminati. Nel manga originale di Saint Seiya non mostra mai nulla di tutto ciò, neppure una volta, l'idea di un Aphrodite effeminato nasce da una falsa caratterizzazione datagli dall'anime realizzato dalla Toei.[37]